# Пуласки (мост)
Надлезът „Генерал Пуласки“ (на английски: General Pulaski Skyway) е пътно съоръжение в Ню Джърси, САЩ.
Състои се от поредица конзолни фермови мостове. То има дължина 5,6 km и пресича Киърни, свързвайки Нюарк и Джърси сити. Надлезът преминава над реките Пасаик и Хакенсак, множество пътища и няколко железопътни линии.
Надлезът е открит през 1932 г. като част от удължението на шосе №1, смятано от мнозина за първата автомагистрала в САЩ, и се използва до днес с малки промени. Наречен е на генерал Кажимеж Пуласки, полски офицер, обучавал и командвал американски войски по време на Американската революция.
Движението на тежкотоварни превозни средства по надлеза е забранено, заради остарелите проектни натоварвания. Те трябва да преминават по обходни пътища, използвани преди построяването на връзката. Забранено е и движението на пешеходци и велосипедисти, тъй като мостът няма тротоари.

## Общи сведения
Надлезът се използва като основен път към тунела Холанд и Южен Манхатън в Ню Йорк. Останалата част от пътя към тунела е шосе №139, път на 2 нива с по 4 ленти, последван от 2 еднопосочни пътя по 12-а и 14-а улица.
Въпреки че направлението на пътя, преминаващ през надлеза е север-юг, самият той е ориентиран по-скоро в направление изток-запад. Когато се отива на изток, от Нюарк към Джърси сити, пътят завива на север и обратното в другата посока. Ограничението на скоростта е 72 km/h.
Съоръжението се състои от два 168 метрови конзолни отвора, единият над река Хакенсак между Джърси сити и Киърни, а другият над река Пасаик между Нюарк и Киърни. Те са свързани чрез дълга естакада над някогашни ливади, днес промишлена зона. В Джърси сити два моста преминават над железопътни линии, а в Нюарк магистралата Ню Джърси преминава в ограниченото пространство под надлеза.
Надлезът Пуласки се появява в радиопиесата Войната на световете (1938), както и в телевизионния сериал Семейство Сопрано.

## История
Надлезът Пуласки е построен като част от удължението на шосе №1, поемащо трафика от Ню Йорк през тунела Холанд към останалата част на страната. Основната част от удължението е построена от 1927 до 1930 г., но надлезът е открит едва през 1932 г. Причина за това е забавянето на решението за начина на изграждането му и нуждата от одобрение от армията за пресичането на плавателните реки Пасаик и Хакенсак. Първоначално са разглеждани 3 възможности:
- 2 успоредни двулентови тунела
- естакада с подвижни мостове над реките
- естакада с високи неотваряеми мостове над реките

Тунелите бързо са отхвърлени, поради вискоката им стойност. Подвижните мостове са предпочитани от Щатската пътна комисия на Ню Джърси, но военните отказват разрешение за този вариант. В крайна сметка в края на 1929 г. е приета третата възможност, естакада с неотваряеми мостове.
Близо до източния край пътят е на същото ниво и точно до успоредния виадукт, по който преминава товарният трафик. Той е открит през 1928 г., също като част от удължението на шосе №1, и първоначално е замислен като начало на основния надлез.
Строителството започва в средата на 1930 г. По време на изграждането 15 работници губят живота си в инциденти, а друг е убит във връзка с работата си.
След началото на Голямата депресия и появилите се проблеми с финансирането, губернаторът Хари Мур нарежда на 25 октомври 1932 г. на Пътната комисия да поиска от Бюрото по пътищата на Съединените щати въвеждането на пътна такса по шосето. Смята се, че тя би била незаконна, заради използването на федерална помощ при изграждането на пътя, но може би е възможно помощта от 600 000 щатски долара да бъде прехвърлена към друг проект. В щатското законодателно събрание на 1 май 1933 г. е внесен законопроект, въвеждащ такси от 10 цента за леки автомобили и 20 цента за камиони. Юридическите проблеми с федералната помощ също са заобиколени с разрешението за пренасочване на сумата. Въпреки това не се стига до въвеждане на таксата.
Пътят на стойност 19 000 000 долара е открит на 24 ноември 1932 г. – в Деня на благодарността, след официална церемония на предишния ден. На 3 май 1933 г. щатското събрание на Ню Джърси решава да нарече моста на генерал Пуласки.
Изследване от 1934 г. доказва, че мостът пести време. Не само че разстоянието е скъсено от 6,8 на 6 km, но и времето за пътуване е с 6 минути по-малко. Камионите печелят още повече време, спестявайки от 5 до 11 минути. Установено е, че магистралата отклонява и значителен трафик от други пътища.
При откриването на пътя има 5 ленти, но през 1941 г. лентите са ограничени до 4. В средата на 1956 г. е добавена разделителна преграда, както и ново покритие на настилката, предназначено да подобри сцеплението. Тези подобрения са направени, заради многобройните пътни произшествия. Само през 1954 г. са регистрирани 430. Освен тези реконструкции и нови покрития на настилката, надлезът е същият, както при отварянето си през 1932 г.

## Подходи
Предвиден са 4 подхода към надлеза – 2 в краищата и 2 в средата. Двата вътрешни подхода се състоят от единична рампа в средата на пътя, което създава леви вливания и отливания, практика, която днес се използва само в изключителни случаи.

## Камиони
Както и с леките автомобили, камионите спестяват много време, използвайки новия път – около 8 минути или повече от 50%.
През ноември 1933 г. общната на Джърси сити забранява движението на камиони в тяхната част от надлеза, което на практика забранява движението им по целия път. Причина за забраната е големият брой произшествия на надлеза, много от тях с участието на камиони. На 15 януари 1934 г. полицията на Джърси сити започва да арестува шофьори на камиони, използващи надлеза. На 23 януари Щатската пътна комисия одобрява забраната. Камионите са принудени да използват обходни пътища.
В резултат на противоречията около забраната на 6 февруари е проведена анкета сред 300 000 шофьори, преминали през моста, като общината на Джърси сити се ангажира да приеме решението на мнозинството. Това гласуване потвърждава забраната. Въпросът е отнесен в съда, но забраната остава в сила.
В наши дни забраната за движение на камиони остава, но не от съображения за безопасност, а поради ограничения в носимоспособността на конструкцията.